# Matija Ljubek
Matija Ljubek (ur. 22 listopada 1953 w Belišće, zm. 11 października 2000 w Valpovie) – chorwacki kajakarz kanadyjkarz. Złoty medalista olimpijski z Los Angeles i Montrealu.
Brał udział w czterech igrzyskach olimpijskich. Debiutował w 1976 w Montrealu. W swoim debiucie zdobył złoto (C-1 1000 m) i brąz (C-1 500 m). Kolejne dwa medale olimpijski zdobył 8 lat później w Los Angeles złoto (C-2 500 m) i srebro (C-2 1000 m).
Na mistrzostwach świata dla reprezentacji Jugosławii zdobył w sumie 10 medali (4 złote, 3 srebrne i 3 brązowe).
W 1976 roku został wybrany na najlepszego sportowca Jugosławii. Później został wiceprezesem Chorwackiego Komitetu Olimpijskiego i służył jako szef misji olimpijskiej reprezentacji Chorwacji.
Został zamordowany przez swojego szwagra ze względu na spory rodzinne. Sprawca zabójstwa został w marcu 2001 skazany na 30 lat więzienia.

## Historia występów

### Igrzyska Olimpijskie
| Miejsce  | Igrzyska | Miejscowość | Konkurencja | Partner       | Czas    |
| -------- | -------- | ----------- | ----------- | ------------- | ------- |
|          | LIO 1976 | Montreal    | C-1 500 m   | -             | 1:59.60 |
|          | LIO 1976 | Montreal    | C-1 1000 m  | -             | 4:09.51 |
| 9.       | LIO 1980 | Moskwa      | C-1 500 m   | -             | 2:03.43 |
| 8.       | LIO 1980 | Moskwa      | C-1 1000 m  | -             | 4:22.40 |
| 4.       | LIO 1980 | Moskwa      | C-2 1000 m  | Mirko Nišović | 3:51.30 |
|          | LIO 1984 | Los Angeles | C-2 500 m   | Mirko Nišović | 1:43.67 |
|          | LIO 1984 | Los Angeles | C-2 1000 m  | Mirko Nišović | 3:41.56 |
| półfinał | LIO 1988 | Seul        | C-2 1000 m  | Mirko Nišović | 3:59.04 |